# Sukkersaks
En sukkersaks er en specialiseret knibtang med skarpe ender, der er designet til at klippe mindre stykker sukker af en større blok. Inden introduktionen af granuleret sukker og sukkerknalder i anden halvdel af 1800-tallet, købte den almindelige forbruger sukker i form af en sukkertop, eller i større stykker, som skulle bankes i mindre stykker ved brug af en sukkersaks eller andre værktøjer som en sukkerhammer. Der findes også sukkersakse, som er monteret på et stykke træ eller lignende, for at give større sikkerhed og kunne anvende større kraft.